# Kenny Wharram
Kenny Wharram (Ferris, Ontario, 1933. július 2. – North Bay, Ontario, 2017. január 10.) kanadai jégkorongozó.

## Pályafutása
1949–50-ben a North Bay Blackhawks, 1950 és 1953 között a Galt Blackhawks jégkorongozója volt. 1953-54-ben a Chicago Blackhawks, majd a Québec Aces, 1954 és 1958 között a Buffalo Bisons játékosa volt. 1958 és 1939 között ismét a Chicago Blackhawks csapatában játszott, ahol egy Stanley-kupa győzelmet ért el az együttessel.

## Sikerei, díjai
- AHL All-Star Csapat
  - második csapat: 1954–55
- NHL All-Star Csapat
  - első csapat: 1963–64, 1966–67
- Lady Byng-emlékkupa: 1963–64

 Chicago Blackhawks
- Stanley-kupa
  - győztes: 1960–61